# Samuel West
Samuel Alexander Joseph West (* 19. června 1966 Londýn) je britský herec a režisér.
Pochází z herecké rodiny, je synem Timothy Westa. Jako dětský herec se objevil v historickém seriálu Edward the Seventh. Na Oxfordské univerzitě získal titul Bachelor of Arts z anglické literatury.
Od roku 1989 hrál v londýnském divadle Orange Tree Theatre. Za roli Hamleta v Královské shakespearovské společnosti získal v roce 2001 cenu Critics' Circle Theatre Award. Účinkoval také v londýnském Národním divadle.
Hrál ve filmech Rodinné sídlo, V žáru lásky, Notting Hill, Chléb a růže, Iris, Van Helsing a Gentlemani. Ve filmu Pandaemonium ztvárnil básníka Roberta Southeye a ve filmu Královský víkend Jiřího VI. Namluvil Ponga v animovaném filmu 101 dalmatinů II: Flíčkova londýnská dobrodružství.
Hrál Franka Edwardse v televizním seriálu Pan Selfridge, Waltera Polea v seriálu Jonathan Strange & Mr Norrell a Siegfrieda Farnona v seriálu Všechny velké a malé bytosti. Namluvil komentář k televizním dokumentárním cyklům Soukromí mistrovského díla a 2000 let britské historie. 
Pracuje jako divadelní a rozhlasový režisér. Namluvil řadu audioknih, např. 1984 George Orwella, Ptačí zpěv Sebastiana Faulkse, Muminky Tove Janssonové, Den trifidů John Wyndham nebo Brightonský špalek Grahama Greena. Jako recitátor poezie vystoupil na festivalu BBC Proms.
Hlásí se k levici a dříve podporoval Socialistickou dělnickou stranu. Je funkcionářem nadace pro podporu umění Campaign for the Arts. Jeho partnerkou je dramatička Laura Wade, mají dvě dcery. Jeho zálibami jsou filatelie a pozorování ptáků.